# William Lashly

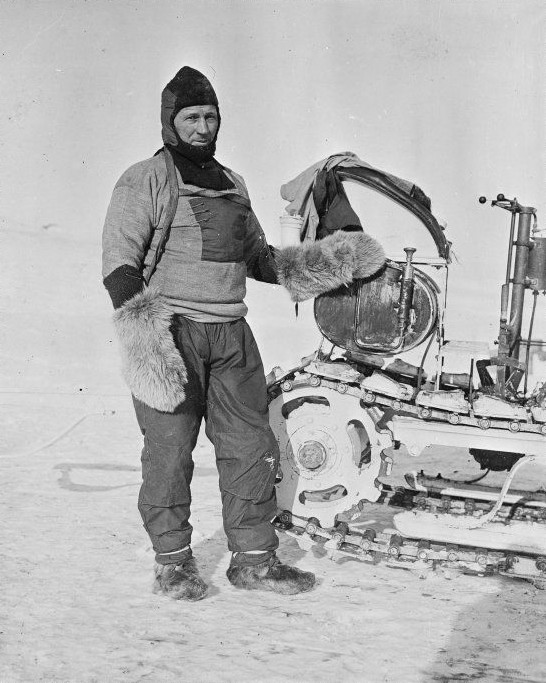
O poză alb-negru cu Wiliam Lashly lângă un motor.

William Lashly (n. 1867 - d. 1940) a fost un marinar englez, participant în mai multe expediții polare, deținător al Medaliei Albert.